# Invicta FC 21
Invicta FC 21: Anderson vs. Tweet foi um evento de MMA promovido pelo Invicta Fighting Championships. O evento foi realizado no dia 14 de Janeiro de 2017.

## Background
O evento principal foi encabeçado por uma luta entre Megan Anderson e Charmaine Tweet pelo título Peso Pena interino. foi programado para ocorrer a estreia no MMA da invicta boxeadora profissional Heather Hardy contra Brieta Carpenter, no entanto foi removida do card devido a uma lesão de Carpenter. a luta entre Leah Letson e a ex-lutadora do UFC Elizabeth Phillips foi adicionada em seu lugar. DeAnna Bennett estava programada para lutar contra Jodie Esquibel, mas desistiu da luta e foi substituído por Kali Robbins, foi definido então para lutar contra Robbins em um peso casado de 54 kg, mas Robbins não perdeu peso e a luta foi cancelada.